# André Hébuterne
Ne doit pas être confondu avec la commune française du Pas-de-Calais Hébuterne.
André Hebuterne né le 3 septembre 1894 à Meaux (Seine-et-Marne) et mort le 30 juin 1992 à Paris est un peintre français.

## Biographie
André Hebuterne est le fils d'Achille Casimir, comptable, et d'Eudoxie Anaïs Tellier, il est le frère de l'artiste-peintre Jeanne Hébuterne.
Il commence sa formation dans les écoles Bernard-Palissy et Germain-Pillon à Paris. En 1910, il rencontre Henri-Gabriel Ibels et travaille à l'Académie Ranson sous la direction de Paul Sérusier. Il est appelé au front en 1914, et, un an après son retour de la Grande Guerre, sa sœur, la compagne de Modigliani à qui il l'avait présentée, se suicide. Il passe ensuite un an à Rome et expose régulièrement aux Salon des indépendants, au Salon d'automne et à celui des Tuileries. Son atelier est situé au 12, rue de Seine à Paris, et c'est dans sa cave que seront retrouvées neuf peintures de sa sœur, de nombreuses années après sa mort.
Par son mariage avec Céline Dorignac, la fille du peintre Georges Dorignac, André Hebuterne est le beau-frère d'Henri Epstein.
Lauréat du prix Abd-el-Tif en 1930, André Hebuterne réside deux ans en Algérie et au sud Maroc. Avec Jean Launois, il présente ses œuvres à Alger à la Maison des livres, à la suite d'une exposition chez Dano en 1929. Il expose également, en décembre 1932, à la galerie Soubiron à Alger, puis il s'installe, jusqu'en 1934, à Oran.
Il expose ses tableaux Place à Béni Abbès et Femme de la Saoura au Salon d'automne de 1933, Paysage saharien à Béni Abbès et Laveuses de la palmeraie de Béni Abbès au Salon d'automne de 1934. La même année, il s'installe en Corse où il réside jusqu'en 1943, et où il peint des œuvres destinées à sa clientèle d'amateurs algérois.
Retiré à Meaux, André Hebuterne retourne de nombreuses fois en Algérie jusqu'en 1960.

## Œuvres dans les collections publiques
Algérie
- Alger, musée national des Beaux-Arts :
  - Femme arabe, huile sur toile ;
  - Le Ksar de Béni Ounif, huile sur toile ;
  - Figuig, huile sur toile.
- Oran, musée national Zabana d'Oran.